# Canton de Pamiers-Ouest
Le canton de Pamiers-Ouest est une ancienne division administrative française située dans le département de l'Ariège.

## Histoire
Le canton de Pamiers-Ouest est créé par décret en décembre 1984 par division du canton de Pamiers en vue des élections cantonales de 1985.

## Composition
Le canton de Pamiers-Ouest se composait d’une fraction de la commune de Pamiers et de onze autres communes. Il comptait 10 828 habitants (population municipale) au 1er janvier 2012.
| Nom                  | Code Insee | Intercommunalité                | Population (dernière pop. légale)              |
| -------------------- | ---------- | ------------------------------- | ---------------------------------------------- |
| Pamiers (chef-lieu)  | 09225      | CC des Portes d'Ariège Pyrénées | Fraction : 5 880(2012) Commune : 15 518 (2014) |
| Benagues             | 09050      | CC des Portes d'Ariège Pyrénées | 482 (2014)                                     |
| Bézac                | 09056      | CC des Portes d'Ariège Pyrénées | 338 (2014)                                     |
| Escosse              | 09116      | CC des Portes d'Ariège Pyrénées | 419 (2014)                                     |
| Lescousse            | 09163      | CC des Portes d'Ariège Pyrénées | 79 (2014)                                      |
| Madière              | 09177      | CC des Portes d'Ariège Pyrénées | 199 (2014)                                     |
| Saint-Amans          | 09255      | CC des Portes d'Ariège Pyrénées | 43 (2014)                                      |
| Saint-Jean-du-Falga  | 09265      | CC des Portes d'Ariège Pyrénées | 2 857 (2014)                                   |
| Saint-Martin-d'Oydes | 09270      | CC des Portes d'Ariège Pyrénées | 254 (2014)                                     |
| Saint-Michel         | 09271      | CC des Portes d'Ariège Pyrénées | 74 (2014)                                      |
| Saint-Victor-Rouzaud | 09276      | CC des Portes d'Ariège Pyrénées | 234 (2014)                                     |
| Unzent               | 09319      | CC des Portes d'Ariège Pyrénées | 124 (2014)                                     |

## Administration
| Période | Période | Identité                           | Étiquette | Qualité                                                                                               |
| ------- | ------- | ---------------------------------- | --------- | --- |
| 1985    | 1992    | Gérard Legrand                     | UDF       | maire-adjoint de Pamiers                                                                              |
| 1992    | 2011    | François-Bernard Soula (1944-2017) | PS        | Chirurgien Maire de Pamiers (1989-1995) Vice-président du Conseil général                             |
| 2011    | 2015    | Marie-France Vilaplana             | PS        | Employée de banque en retraite Maire de Benagues depuis 1999 Elue en 2015 dans le canton de Pamiers-1 |

## Démographie
| 1990  | 1999  | 2006   | 2011   | 2012   |
| ----- | ----- | ------ | ------ | ------ |
| 9 659 | 9 815 | 10 989 | 10 849 | 10 828 |